# A Woman Scorned (film fra 1915)
A Woman Scorned er en amerikansk stumfilm fra 1915 af William Desmond Taylor.

## Medvirkende
- Harry von Meter som Neil Winters.
- Nan Christy som Winnie Winters.
- Beatrice Van som Maude Fiske.
- Robyn Adair som Blake.
- Bessie Banks som Eva Blake.